# Гуріал бурокрилий
Гуріал бурокрилий (Pelargopsis amauroptera) — вид сиворакшоподібних птахів родини рибалочкових (Alcedinidae).

## Поширення
Вид поширений вздовж північного та східного узбережжя Бенгальської затоки і Андаманського моря. Трапляється в Бангладеш, Індії, Малайзії, М'янмі і Таїланді. Його природне середовище існування — субтропічні або тропічні мангрові ліси.

## Спосіб життя
Птахи харчуються в основному ракоподібними і рибою. Крабів або викопують із мулу, або хапають під час відпливу, коли вони блукають по мулу. Рибу ловлять пірнаючи у воду. Для будівництва гнізда риють тунель в ярах або крутих берегах річок. Розміри такого тунелю: ширина 10 см, довжина 30-60 см з камерою діаметром 20 см на кінці. Кладка складається з трьох-чотирьох яєць.